# Piotr Friedhofen
Piotr Friedhofen, właśc. niem. Peter Friedhofen (ur. 25 lutego 1819 w Weitersburgu, zm. 21 grudnia 1860 w Koblencji) – założyciel Zgromadzenia Braci Miłosierdzia Maryi Wspomożycielki (FMMA), błogosławiony Kościoła rzymskokatolickiego.
Urodził się w rolniczej rodzinie. Miał pięcioro rodzeństwa i wcześnie stracił rodziców. Został kominiarzem. Mając 31 lat porzucił fach. Wybudował klasztor oraz schronisko dla chorych. Wznowił działalność szpitalników.
W 1850 roku założył Zgromadzenie Braci Miłosierdzia Maryi Wspomożycielki.
Zmarł na gruźlicę w wieku 41 lat.
Beatyfikowany został przez papieża Jana Pawła II w dniu 23 czerwca 1985 roku.